# Jørgen Juve

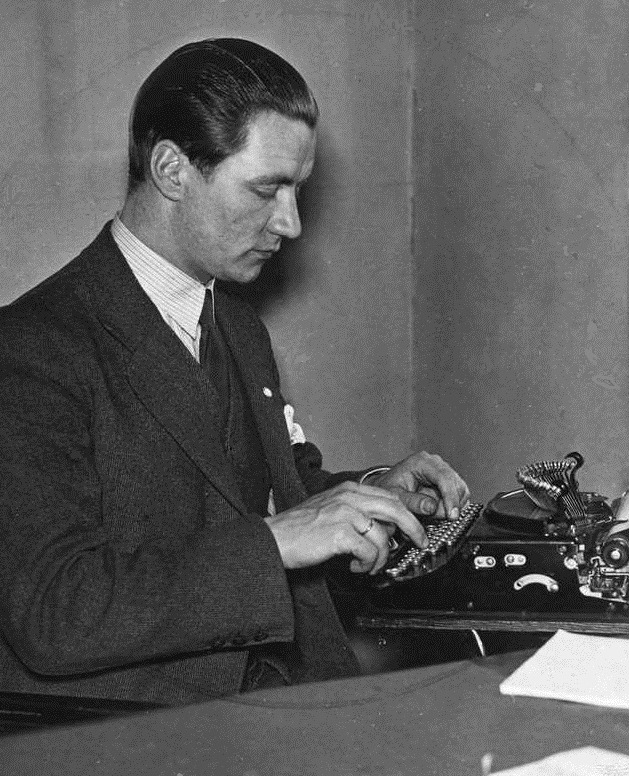
Jørgen Juve (etwa 1935)

Jørgen Juve (* 22. November 1906 in Porsgrunn; † 12. April 1983 in Oslo) war ein norwegischer Fußballspieler. Mit 33 Treffern war er von 1934 bis 2024 Rekordtorschütze der norwegischen Nationalmannschaft.

## Karriere
Juve begann seine Karriere bei Urædd Porsgrunn und spielte mindestens von 1928 bis 1938 bei Lyn Oslo. Während der Saison 1930–1931 spielte er 12 Spiele für den FC Basel und erzielte 10 Tore.
In der Nationalmannschaft wurde er 45-mal eingesetzt, davon 23-mal als Stürmer. In der Summe erzielte er dabei 33 Tore. In den weiteren Begegnungen kam er als rechter Verteidiger oder als Mittelläufer zum Einsatz. Am 12. Juni 1929 erzielte er in seinem vierten Länderspiel in Oslo gegen die Niederlande einen Hattrick und glich damit einen 0:3-Rückstand aus. Die Partie endete 4:4.
Juve war auch der Kapitän der Bronselaget, der norwegischen Mannschaft, die bei den Olympischen Spielen 1936 die Bronzemedaille errang. Dabei stand er in allen Begegnungen der Norweger – darunter der 2:0-Sieg gegen das Deutsche Reich, mit dem der Gastgeber im Viertelfinale ausschied – als Mittelläufer auf dem Platz und blieb in den vier Spielen ohne Torerfolg. Bei der Weltmeisterschaft 1938 in Frankreich gehörte Juve ebenfalls zum Kader, kam jedoch im einzigen Spiel, in dem Norwegen mit einem 1:2 nach Verlängerung im Achtelfinale gegen Italien ausschied, nicht zum Einsatz.
Nach seiner aktiven Zeit war Juve kurzzeitig Trainer des SFK Bodø/Glimt.
Juve arbeitete seit 1928 neben dem Fußball als Sportjournalist für unter anderem Dagbladet und später wohl auch für Dagens Nyheter.